# Qualificações para o Campeonato Europeu de Futebol de 2020 – Grupo E
O Grupo E das Qualificações para o Campeonato Europeu de Futebol de 2020 foi um dos dez grupos que decidiu os participantes do Campeonato Europeu de Futebol de 2020. As duas melhores seleções se classificaram.

## Classificação
|  | Equipes qualificadas para o Campeonato Europeu de Futebol de 2020 |
|  | Equipes classificadas para a repescagem                           |
|  | Equipes eliminadas                                                |

| Pos | Equipe        | Pts | J | V | E | D | GP | GC | SG  | Classificado                     |  | Croácia | País de Gales | Eslováquia | Hungria | Azerbaijão |
| --- | ------------- | --- | - | - | - | - | -- | -- | --- | -------------------------------- |  | ------- | ------------- | ---------- | ------- | ---------- |
| 1   | Croácia       | 17  | 8 | 5 | 2 | 1 | 17 | 7  | +10 | Qualificado para o Eurocopa 2020 |  | —       | 2–1           | 3–1        | 3–0     | 2–1        |
| 2   | País de Gales | 14  | 8 | 4 | 2 | 2 | 10 | 6  | +4  | Qualificado para o Eurocopa 2020 |  | 1–1     | —             | 1–0        | 2–0     | 2–1        |
| 3   | Eslováquia    | 13  | 8 | 4 | 1 | 3 | 13 | 11 | +2  | Avança para a repescagem         |  | 0–4     | 1–1           | —          | 2–0     | 2–0        |
| 4   | Hungria       | 12  | 8 | 4 | 0 | 4 | 8  | 11 | −3  | Avança para a repescagem         |  | 2–1     | 1–0           | 1–2        | —       | 1–0        |
| 5   | Azerbaijão    | 1   | 8 | 0 | 1 | 7 | 5  | 18 | −13 | Eliminado                        |  | 1–1     | 0–2           | 1–5        | 1–3     | —          |

## Partidas
As partidas foram divulgadas pela UEFA em 2 de dezembro de 2018. Para as partidas em março e novembro é utilizado o fuso horário UTC+1 e para o restante é seguido o fuso horário UTC+2.
| 21 de março de 2019 | Croácia                    | 2 – 1     | Azerbaijão    | Estádio Maksimir, Zagreb                    |
| 20:45               | Barišić 44' · Kramarić 79' | Relatório | Sheydayev 19' | Público: 23 146 Árbitro: BUL Georgi Kabakov |

| 21 de março de 2019 | Eslováquia            | 2 – 0     | Hungria | Estádio Anton Malatinský, Trnava                  |
| 20:45               | Duda 42' · Rusnák 85' | Relatório |         | Público: 14 235 Árbitro: RUS Vladislav Bezborodov |

| 24 de março de 2019 | País de Gales | 1 – 0     | Eslováquia | Cardiff City Stadium, Cardiff             |
| 15:00               | James 5'      | Relatório |            | Público: 31 617 Árbitro: GER Felix Zwayer |

| 24 de março de 2019 | Hungria                 | 2 – 1     | Croácia   | Groupama Arena, Budapeste                   |
| 18:00               | Szalai 34' · Pátkai 76' | Relatório | Rebić 13' | Público: 19 400 Árbitro: SCO William Collum |

| 8 de junho de 2019 | Croácia                           | 2 – 1     | País de Gales | Stadion Gradski vrt, Osijek                |
| 15:00              | Lawrence 17' (g.c.) · Perišić 48' | Relatório | Brooks 77'    | Público: 17 061 Árbitro: ROU István Kovács |

| 8 de junho de 2019 | Azerbaijão | 1 – 3     | Hungria                     | Bakcell Arena, Baku                     |
| 18:00              | Emreli 69' | Relatório | Orban 18', 53' · Holman 71' | Público: 10 450 Árbitro: NED Kevin Blom |

| 11 de junho de 2019 | Azerbaijão    | 1 – 5     | Eslováquia                                            | Bakcell Arena, Baku                     |
| 18:00               | Sheydayev 29' | Relatório | Lobotka 8' · Kucka 27' · Hamšík 30', 57' · Hancko 85' | Público: 8 200 Árbitro: SCO John Beaton |

| 11 de junho de 2019 | Hungria    | 1 – 0     | País de Gales | Groupama Arena, Budapeste              |
| 20:45               | Pátkai 80' | Relatório |               | Público: 18 350 Árbitro: SVN Matej Jug |

| 6 de setembro de 2019 | Eslováquia | 0 – 4     | Croácia                                              | Estádio Anton Malatinský, Trnava         |
| 20:45                 |            | Relatório | Vlašić 45' · Perišić 46' · Petković 72' · Lovren 89' | Público: 18 098 Árbitro: GER Felix Brych |

| 6 de setembro de 2019 | País de Gales                  | 2 – 1     | Azerbaijão | Cardiff City Stadium, Cardiff                      |
| 20:45                 | Pashayev 26' (g.c.) · Bale 84' | Relatório | Emreli 59' | Público: 28 385 Árbitro: MLT Farrugia Cann Trustin |

| 9 de setembro de 2019 | Azerbaijão     | 1 – 1     | Croácia          | Bakcell Arena, Baku                        |
| 18:00                 | Khalilzade 72' | Relatório | Modrić 11' (pen) | Público: 9 150 Árbitro: SUI Sandro Schärer |

| 9 de setembro de 2019 | Hungria        | 1 – 2     | Eslováquia            | Groupama Arena, Budapeste                        |
| 20:45                 | Szoboszlai 50' | Relatório | Mak 40' · Boženík 56' | Público: 21 700 Árbitro: ESP Antonio Mateu Lahoz |

| 10 de outubro de 2019 | Croácia                       | 3 – 0     | Hungria | Estádio Poljud, Split                       |
| 20:45                 | Modrić 5' · Petković 24', 42' | Relatório |         | Público: 32 110 Árbitro: ITA Daniele Orsato |

| 10 de outubro de 2019 | Eslováquia | 1 – 1     | País de Gales | Estádio Anton Malatinský, Trnava                     |
| 20:45                 | Kucka 53'  | Relatório | Moore 25'     | Público: 18 071 Árbitro: ESP Carlos del Cerro Grande |

| 13 de outubro de 2019 | Hungria    | 1 – 0     | Azerbaijão | Groupama Arena, Budapeste                  |
| 18:00                 | Korhut 10' | Relatório |            | Público: 11 300 Árbitro: NED Dennis Higler |

| 13 de outubro de 2019 | País de Gales | 1 – 1     | Croácia   | Cardiff City Stadium, Cardiff              |
| 20:45                 | Bale 45+3'    | Relatório | Vlašić 9' | Público: 31 745 Árbitro: NED Björn Kuipers |

| 16 de novembro de 2019 | Azerbaijão | 0 – 2     | País de Gales          | Bakcell Arena, Baku                       |
| 18:00                  |            | Relatório | Moore 10' · Wilson 34' | Público: 8 622 Árbitro: GER Deniz Aytekin |

| 16 de novembro de 2019 | Croácia                                 | 3 – 1     | Eslováquia  | Stadion Rujevica, Rijeka                   |
| 20:45                  | Vlašić 56' · Petković 60' · Perišić 74' | Relatório | Boženík 32' | Público: 8 212 Árbitro: FRA Clément Turpin |

| 19 de novembro de 2019 | Eslováquia               | 2 – 0     | Azerbaijão | Estádio Anton Malatinský, Trnava         |
| 20:45                  | Boženík 19' · Hamšík 86' | Relatório |            | Público: 7 825 Árbitro: UKR Serhiy Boiko |

| 19 de novembro de 2019 | País de Gales   | 2 – 0     | Hungria | Cardiff City Stadium, Cardiff               |
| 20:45                  | Ramsey 15', 47' | Relatório |         | Público: 31 762 Árbitro: ROU Ovidiu Hațegan |